# Navarre (Florida)
Navarre es un lugar designado por el censo ubicado en el condado de Santa Rosa en el estado estadounidense de Florida. En un 2014 estimación, tenía una población de 42.200 habitantes y una densidad poblacional de 556.65 personas por km².

## Geografía
Navarre se encuentra ubicado en las coordenadas 30°24′53″N 86°53′20″O / 30.41472, -86.88889, en la región conocida como mango de Florida. Según la Oficina del Censo de los Estados Unidos, Navarre tiene una superficie total de 75.81 km², de la cual 59.58 km² corresponden a tierra firme y (21.41%) 16.23 km² es agua.

## Demografía
Según en un 2014 estimación, había 43.300 personas residiendo en Navarre. La densidad de población era de 556,65 hab./km². De los 42.300 habitantes, Navarre estaba compuesto por el 83.21% blancos, el 6.51% eran afroamericanos, el 0.54% eran amerindios, el 3.35% eran asiáticos, el 0.19% eran isleños del Pacífico, el 1.85% eran de otras razas y el 4.36% pertenecían a dos o más razas. Del total de la población el 7.01% eran hispanos o latinos de cualquier raza.